# عقاب تک‌زی تاج‌دار
عقاب تک‌زی تاج‌دار (نام علمی: Buteogallus coronatus) نام یک گونه از سرده سارگپه‌های خروسی است.